# Посольство Сирии в США
Посольство Сирийской Арабской Республики в Соединённых Штатах Америки — приостановленная дипломатическая миссия Сирии в США, расположена в Вашингтоне в районе Шеридан-Кэлорама на Вайоминг-авеню. Дипломатические отношения были установлены 7 сентября 1943 года. С 2014 года приостановило свою деятельность.

## Здание
Здание посольства было построено в 1904 году по проекту Эпплтона Прентисса Кларка-младшего. С 1921 и вплоть до своей смерти 8 марта 1930 года в нём проживал председатель Верховного суда США, 27-й президент Уильям Говард Тафт.

## Гражданская война в Сирии
В феврале 2012 года у посольства прошли масштабные акции протеста, осуждающие «жестокие репрессии правительства» против народного восстания в Сирии, которое положило начало гражданской войне в Сирии. Эти протесты были частично вызваны отказом Китая и России принять предложенную резолюцию во время чрезвычайной сессии Совета Безопасности ООН. Подобные акции протеста прошли и перед другими посольствами Сирии по всему миру, например, в Лондоне и Стамбуле. 29 мая в ответ на резню в Хуле Белый дом объявил персоной нон грата поверенного в делах Зухейра Джаббура.
В то время как сирийское посольство оставалось открытым после подавления правительством Асада акций протеста арабской весны, сирийский дипломат Бассам Барабанди активно сотрудничал с сирийской оппозицией и правительством Соединённых Штатов, помогая оппозиционерам с паспортами и предоставляя информацию о правительстве в Дамаске.
18 марта 2014 года специальный посланник США по Сирии Дэниел Рубинштейн приказал посольству и консульствам в Трое, штат Мичиган, и Хьюстоне, штат Техас, приостановить свою деятельность. 5 мая того же года США признали дипломатическую миссию Национальной коалиции сирийских революционных и оппозиционных сил.